# Église Saint-Pierre d'Ambarès-et-Lagrave
Pour les articles homonymes, voir Église Saint-Pierre.
L'église Saint-Pierre est une église catholique située dans la commune d'Ambarès-et-Lagrave, dans le département de la Gironde, en France.

## Localisation
L'église est située au centre du bourg, place du Maréchal-Leclerc.

## Historique
Des traces d'une église datant du XIe siècle ont été retrouvées sur ce site. L'édifice actuel se compose d'un vaisseau principal flanqué de deux bas-côtés, d'une travée droite terminée par une abside en hémicycle et à l'ouest, d'un clocher-tour quadrangulaire coiffé d'un flèche.
Une chapelle abrite les fonts baptismaux au nord-ouest.
Le petit appareil cubique, visible dans les murs de la première travée de la nef, en arrière du clocher, correspond au premier édifice roman.
Au XIIe siècle, les façade et chevet sont reconstruits et un portail à quatre voussures, cinq arcs en plein cintre retombant sur des colonnes jumelées, est ouvert à l'ouest.
Au XIVe siècle, lors de la guerre de Cent Ans, le chevet est fortifié.
Les travaux de 1754 modifient profondément l'édifice : construction des bas-côtés, de la chapelle baptismale et mise en place du décor intérieur.
Cet ensemble d'ordonnance romane, d'inspiration saintongeaise a été complètement remanié en 1837 par l'architecte Bordes : la transformation de la façade occidentale, la construction du clocher-tour, le voûtement de la nef.
Les fenêtres percées dans les bas-côtés en 1864 reçoivent des vitraux conçus par Gustave Pierre Dagrant, peintre vitrier de Bordeaux.
En 1866, l'architecte Faulat réalise le perron d'accès à l'église.
En 1897, le décor peint est complété par le peintre Terral.
L'édifice est inscrit au titre des monuments historiques le 16 avril 2002.

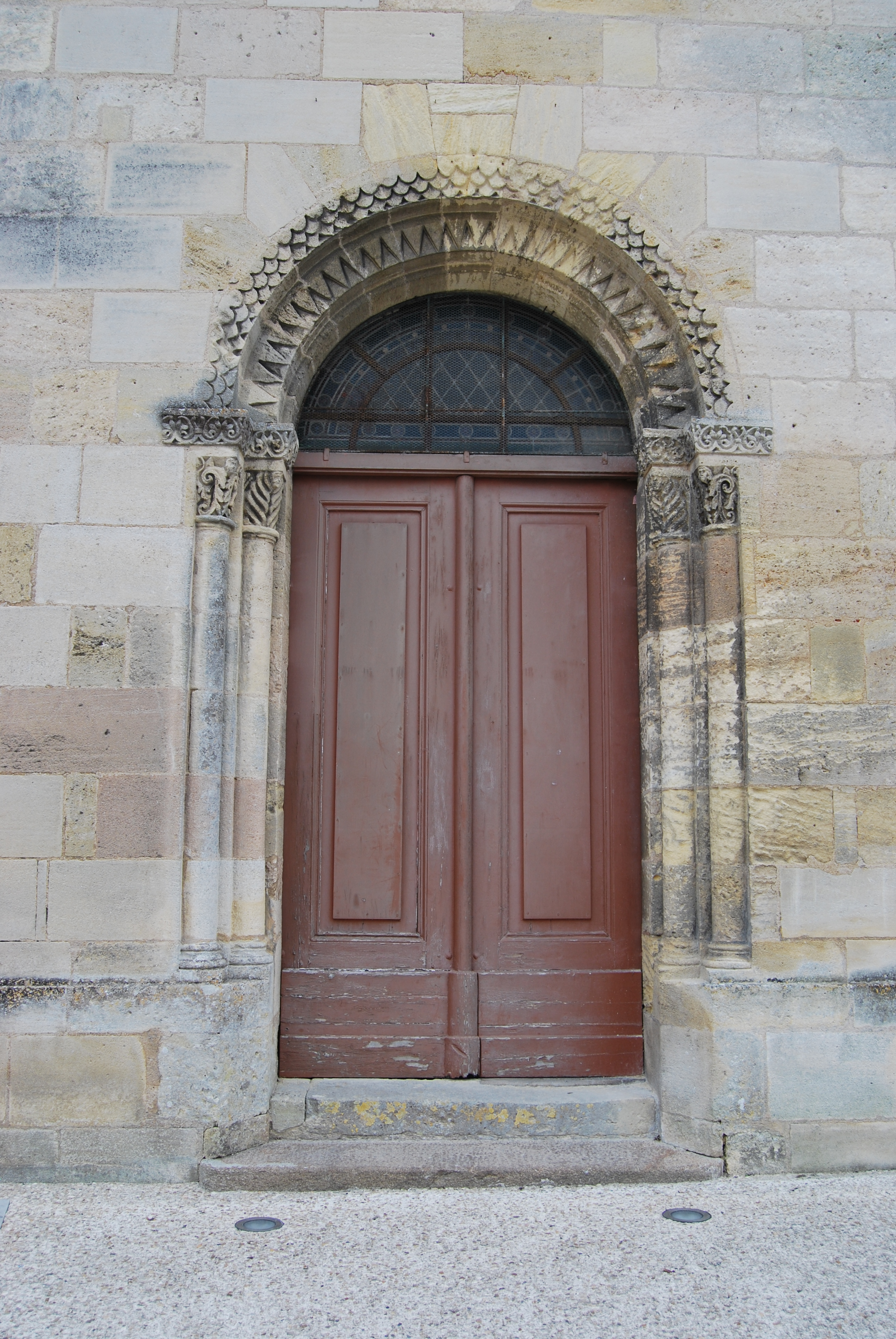
Portail nord.
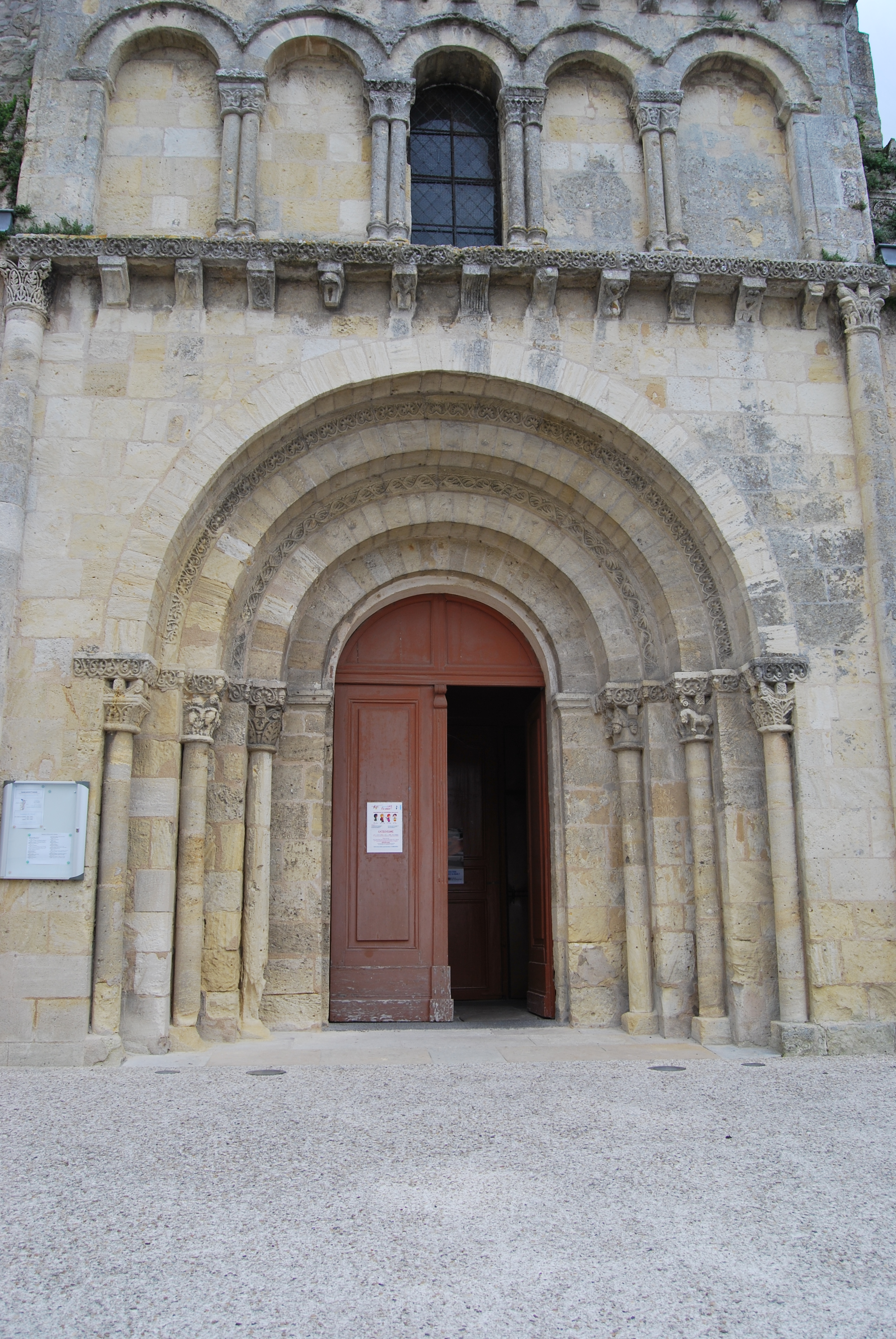
Portail central.
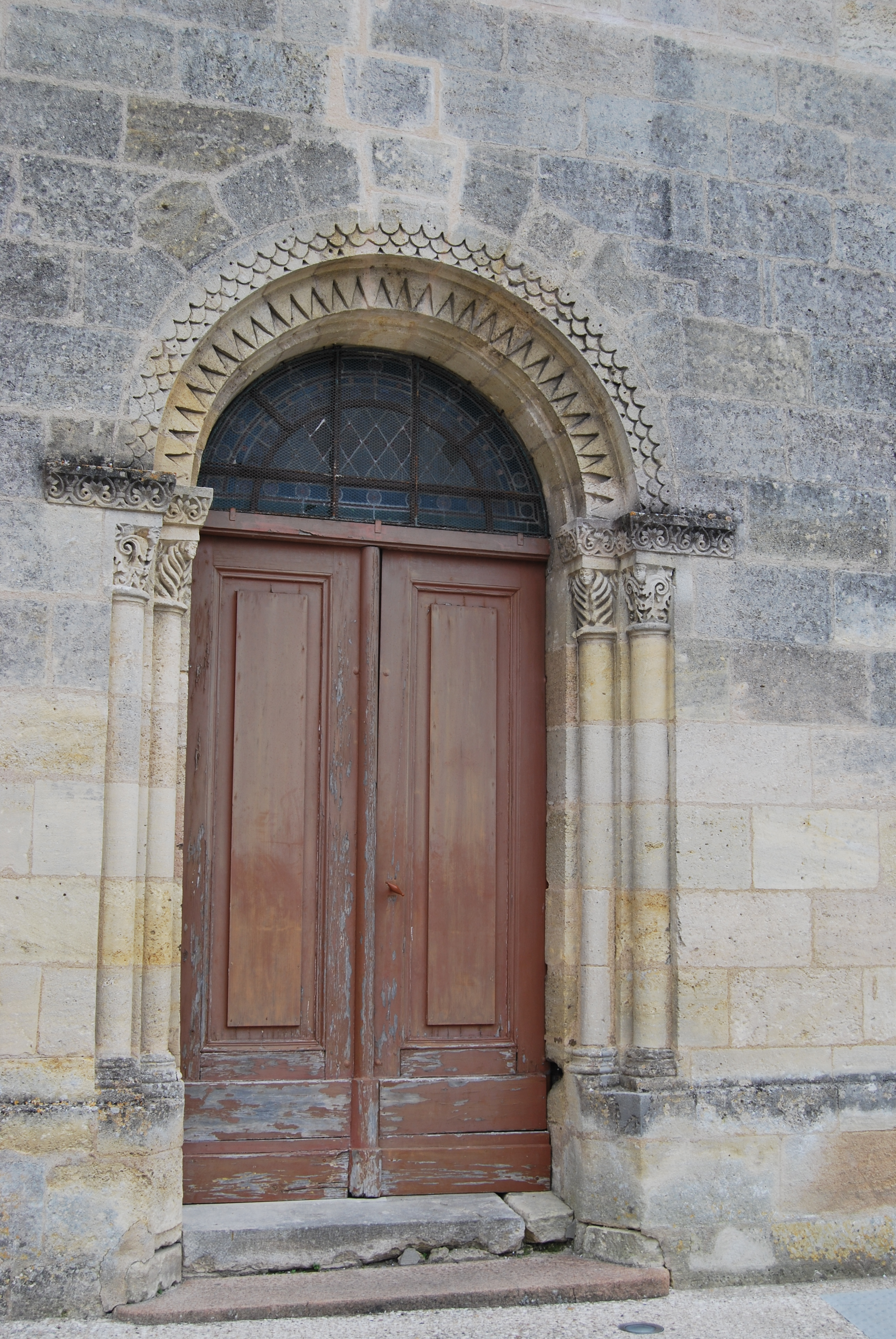
Portail sud.
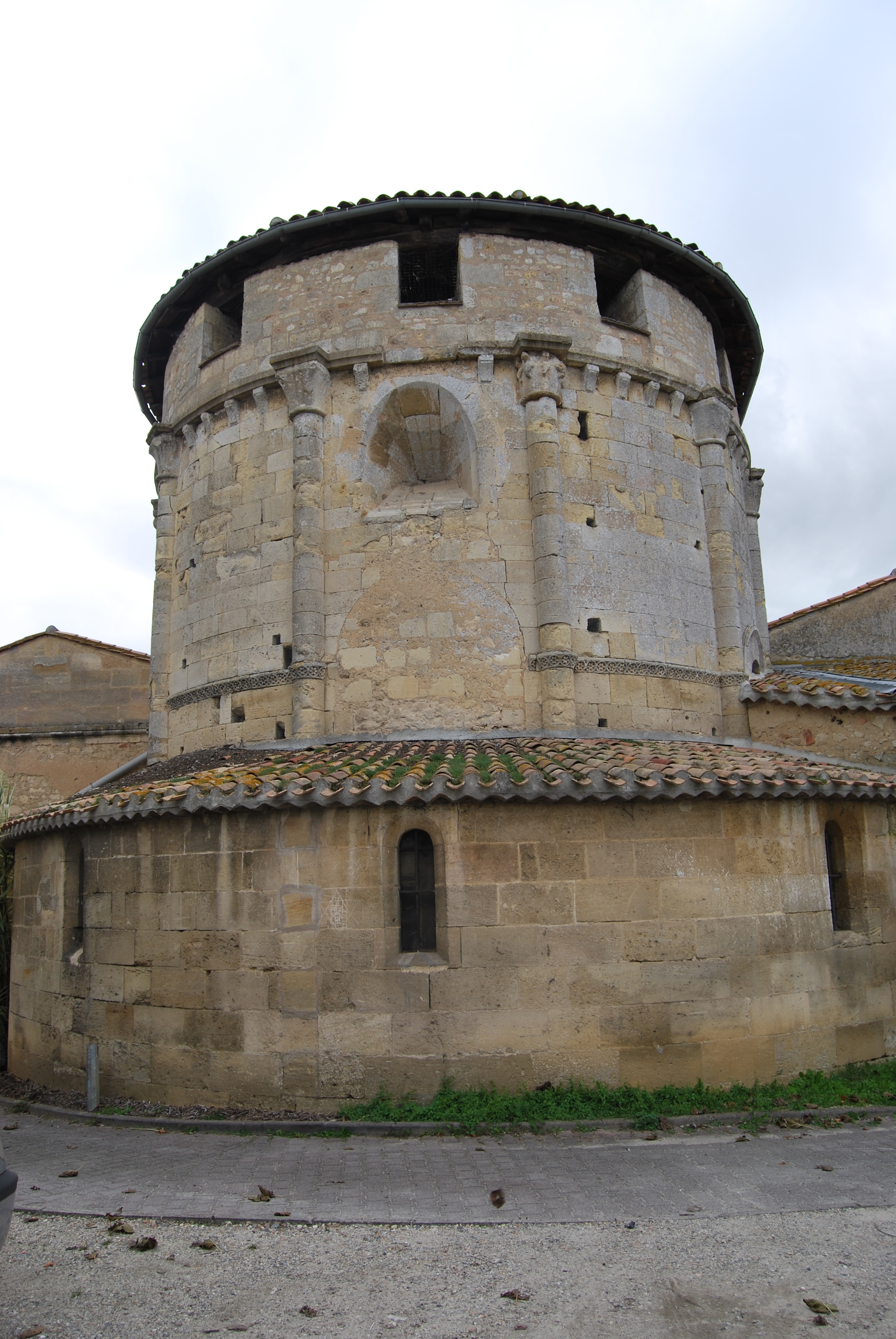
Abside.

## Description

### La décoration romane
De la décoration romane, il ne reste plus que les deux chapiteaux de l'abside et les deux chapiteaux de l'ébrasement sud du portail. La première corbeille de l'ébrasure sud montre quatre têtes et la deuxième, une fauve bi-corporé, qui pèse de tout son poids sur deux crânes. Ces deux têtes coupées sont celles de deux pécheurs qui se laissent dominer par la bête, une représentation fréquente dans l'art roman.
Sur l'abside, le premier chapiteau, situé au faîte de la grande colonne sud, comporte six têtes en saillie. Le voile commun est étendu sur les têtes coiffés en bol en même temps que sur des fruits ovoïdes et pédonculés. L'association fruit-péché est très fréquent.

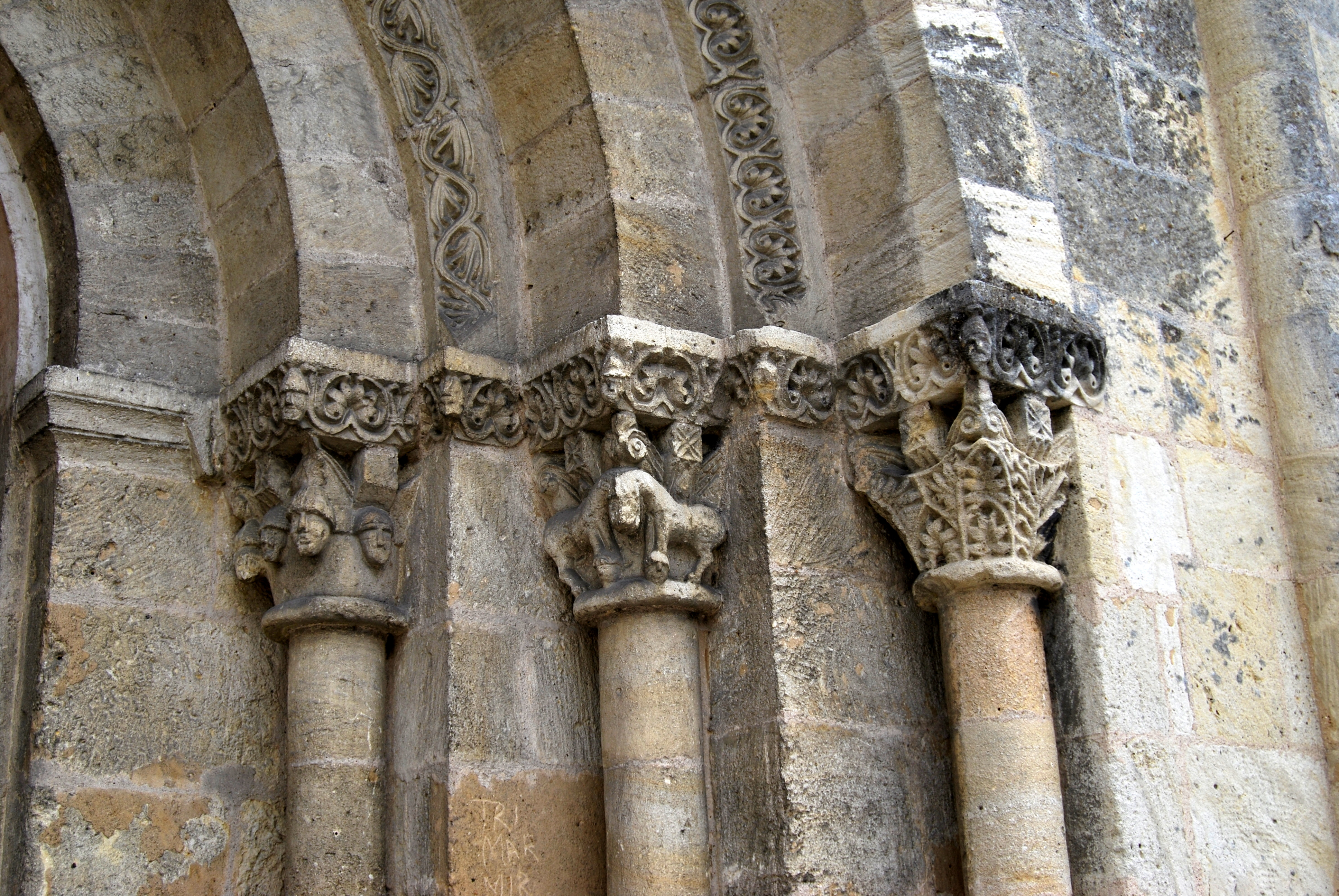
Ébrasement sud du portail.
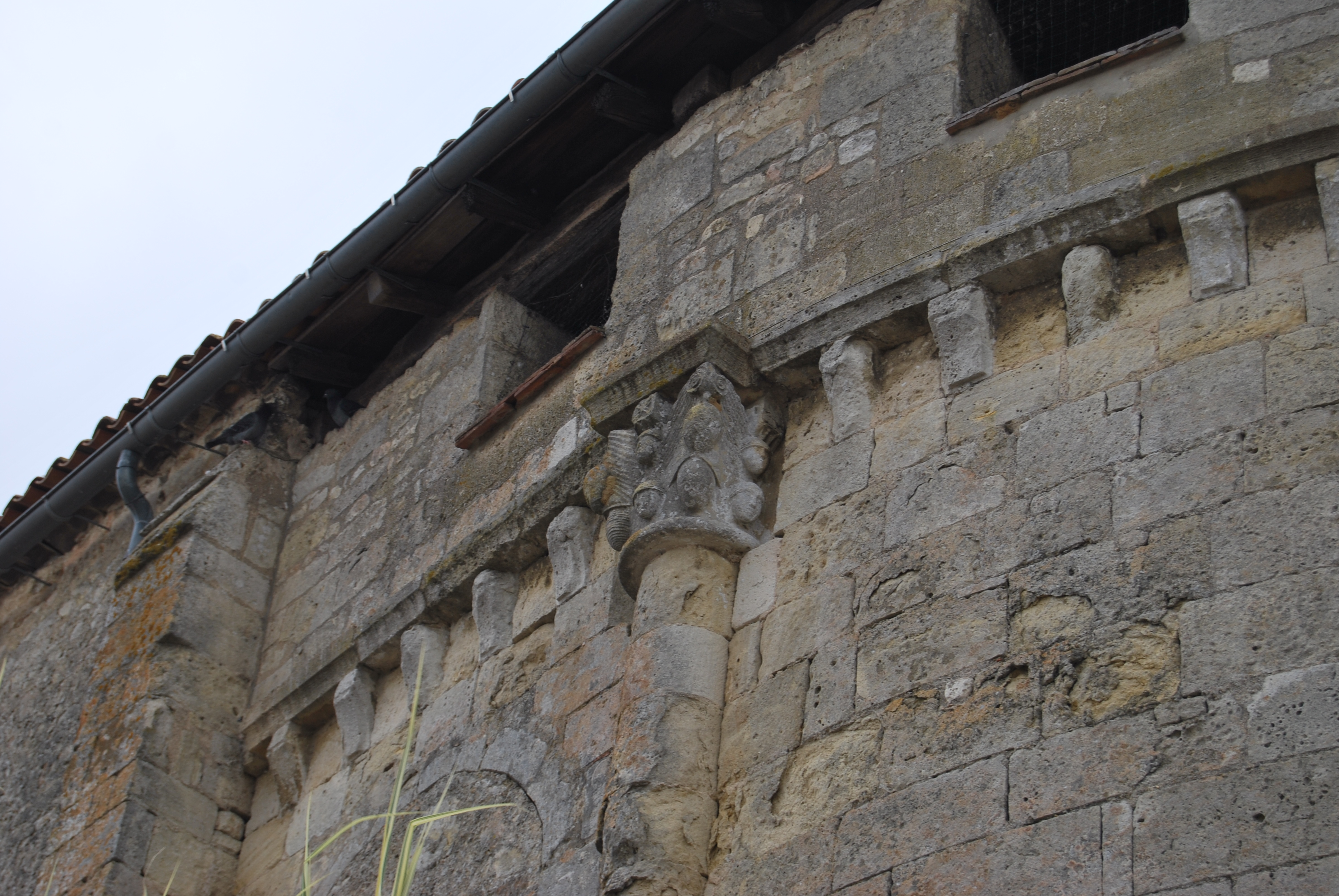
Colonne sud de l'abside.
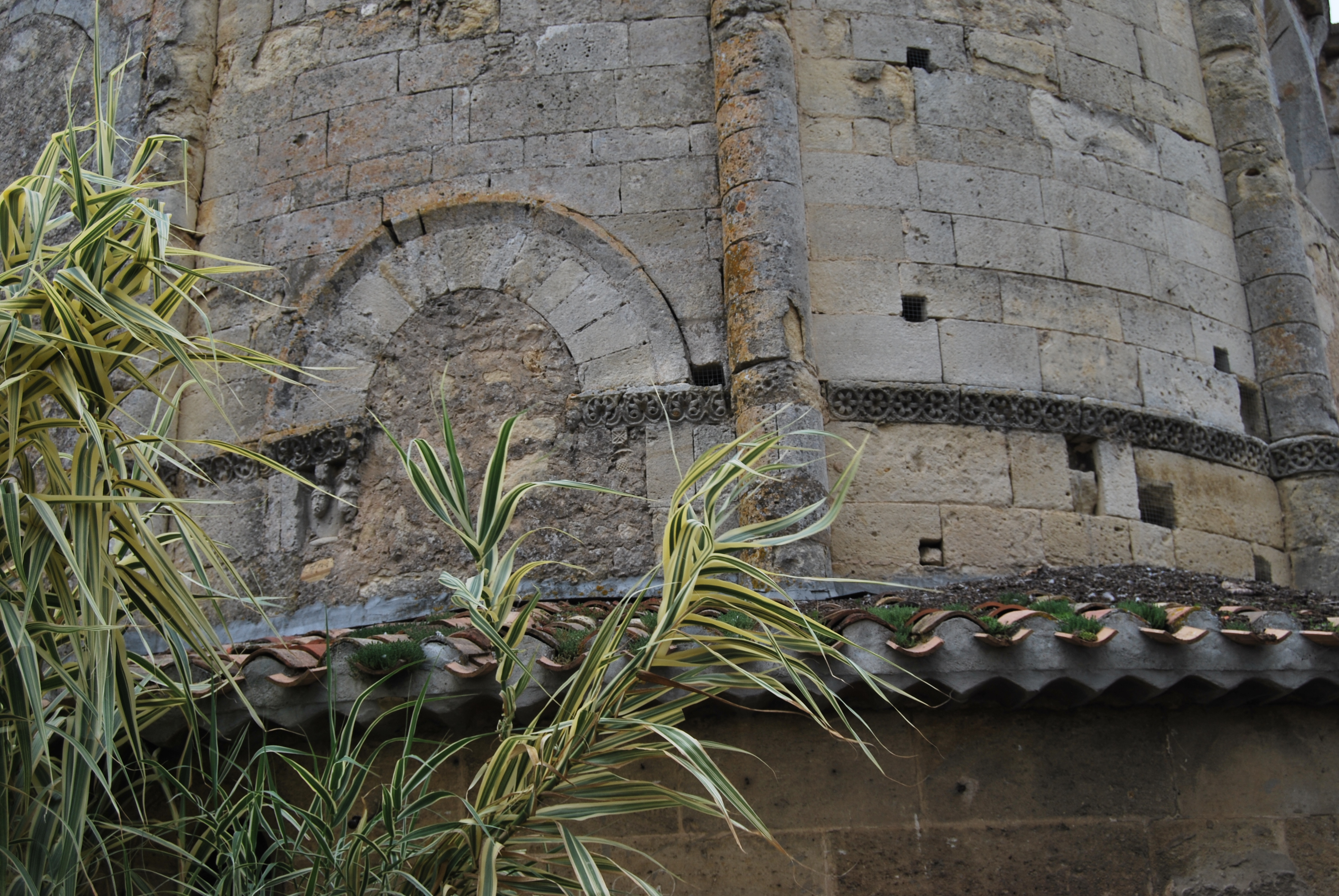
Fenêtre bouchée de l'abside.
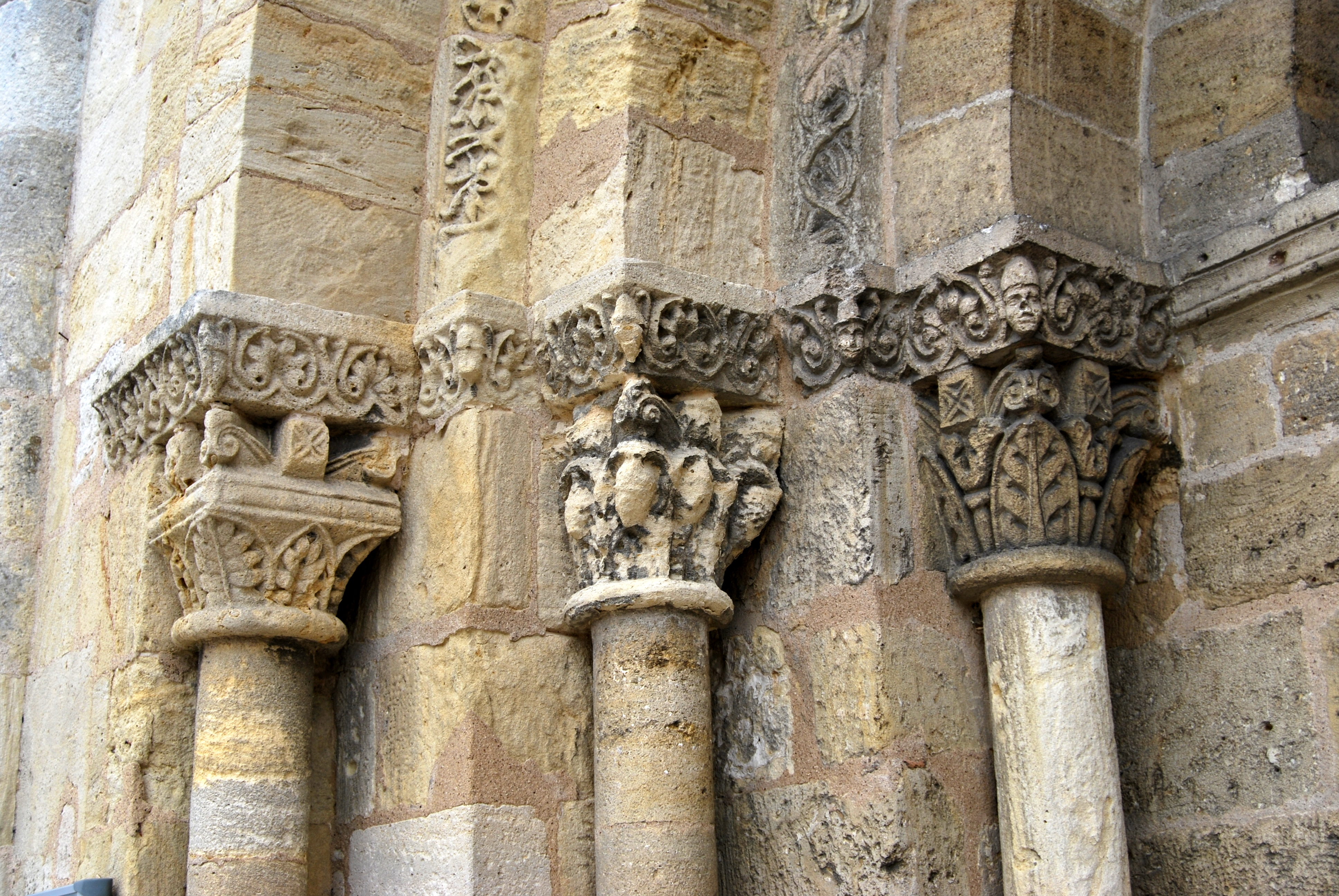
Ébrasure nord du portail.

Les chapiteaux de l'ébrasement datent du XIXe siècle.

### Les vitraux de Gustave Pierre Dagrant

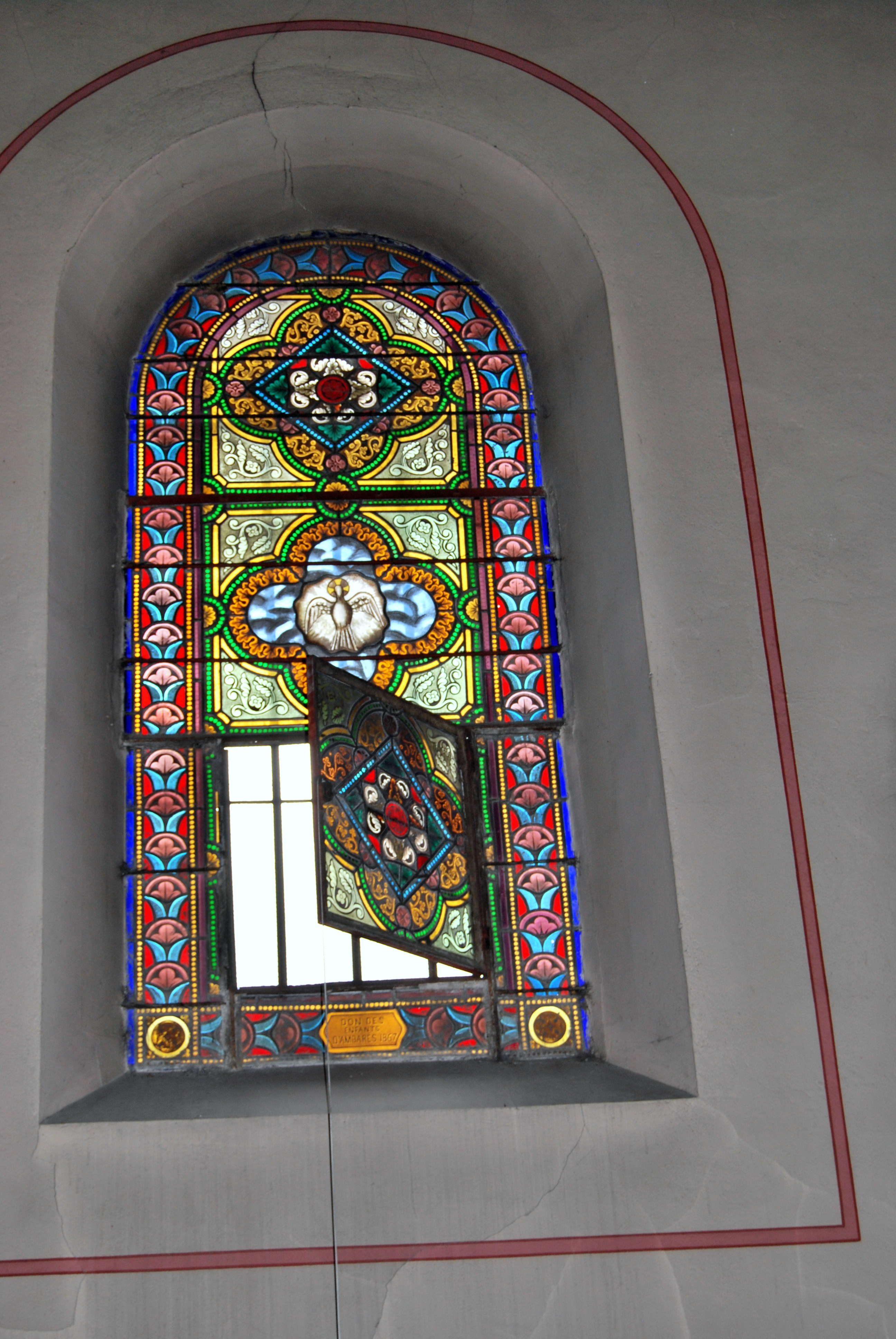
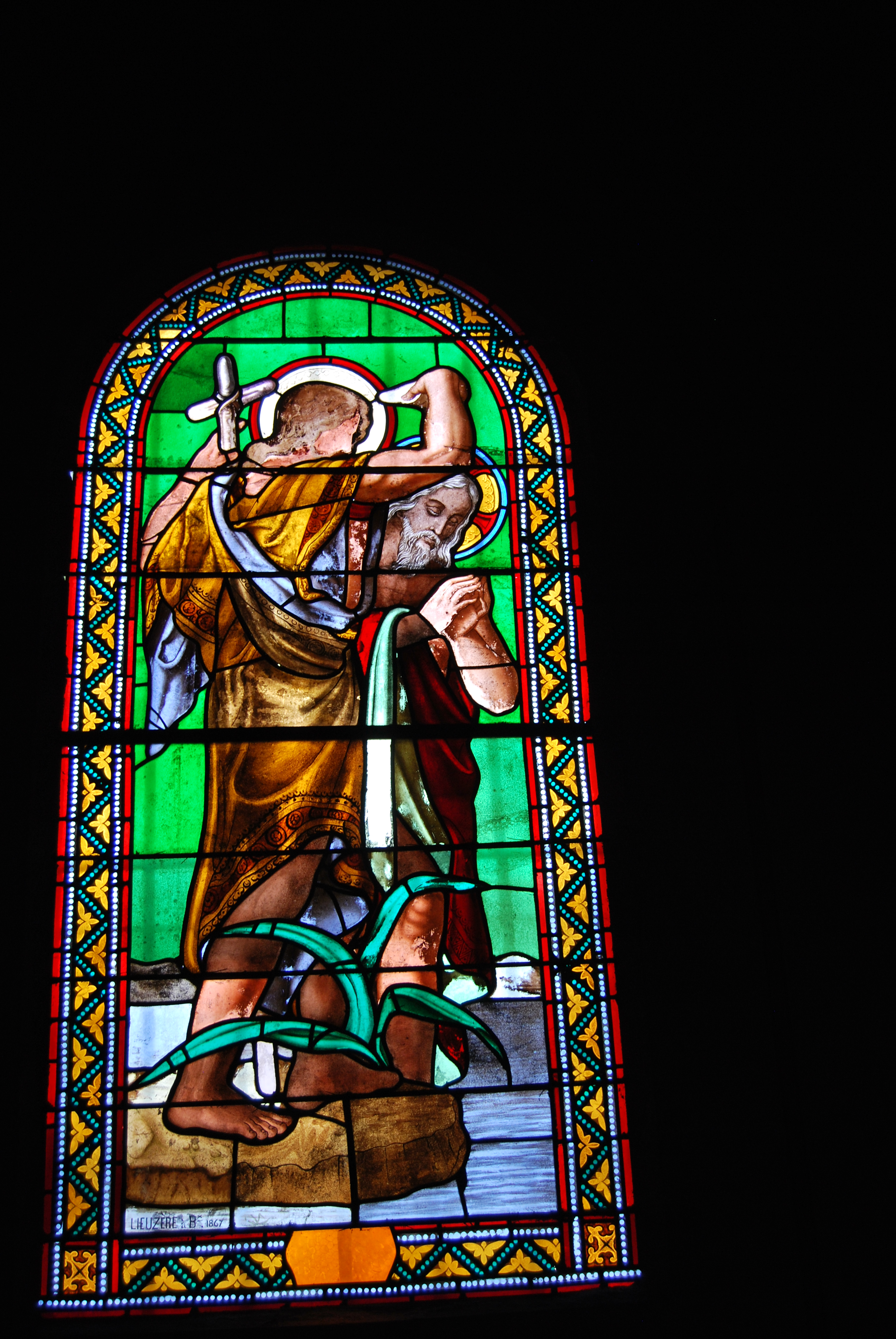
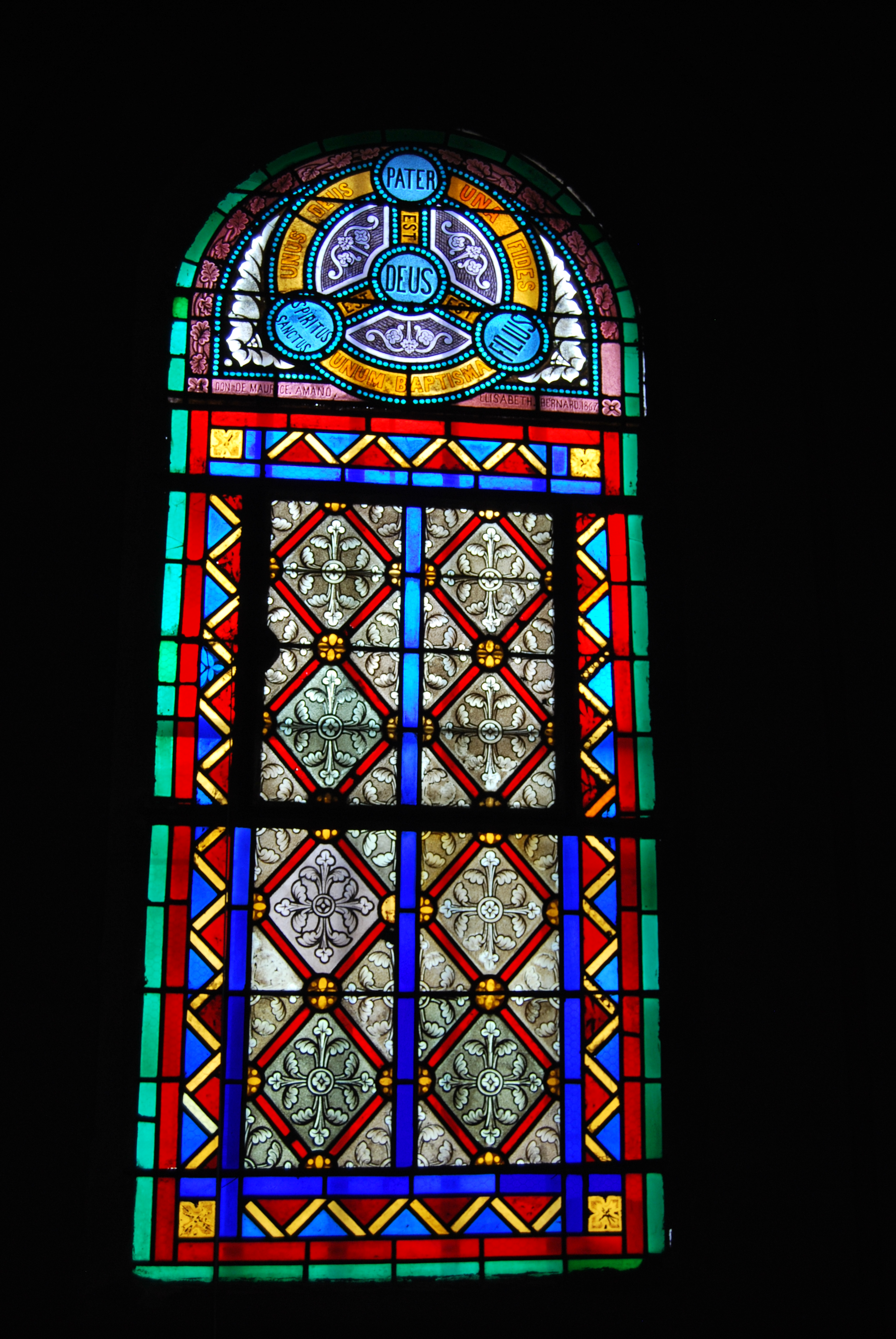
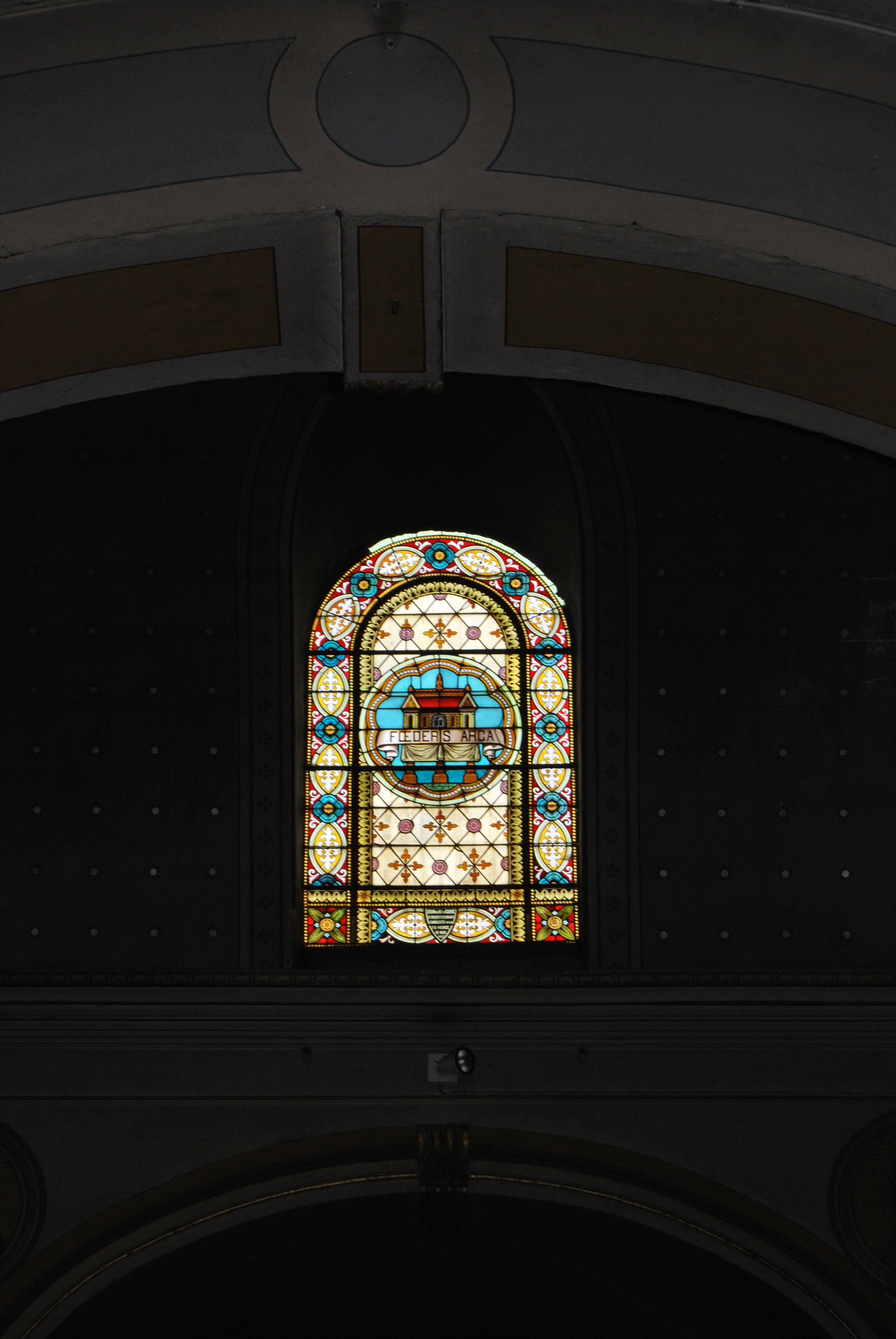
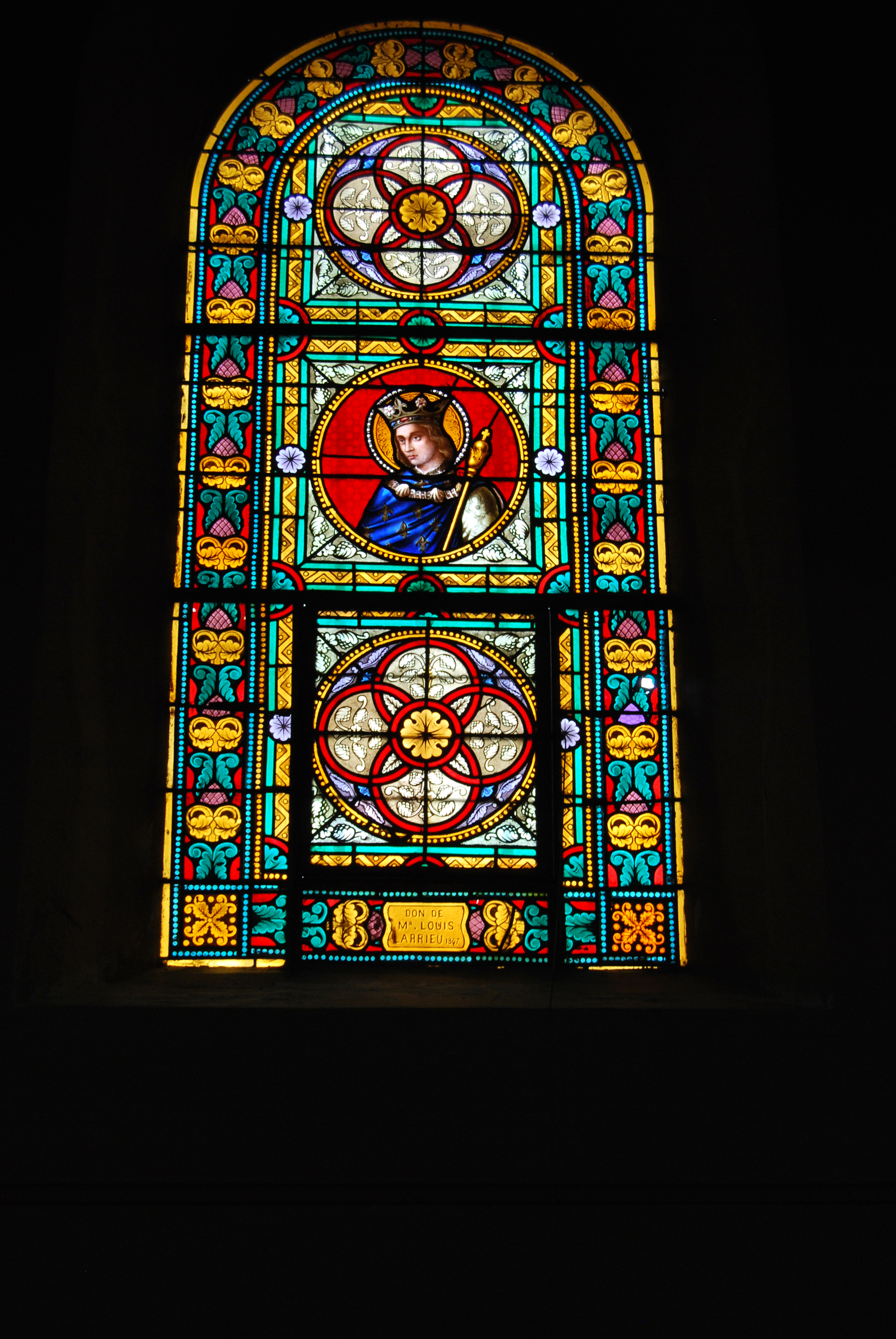
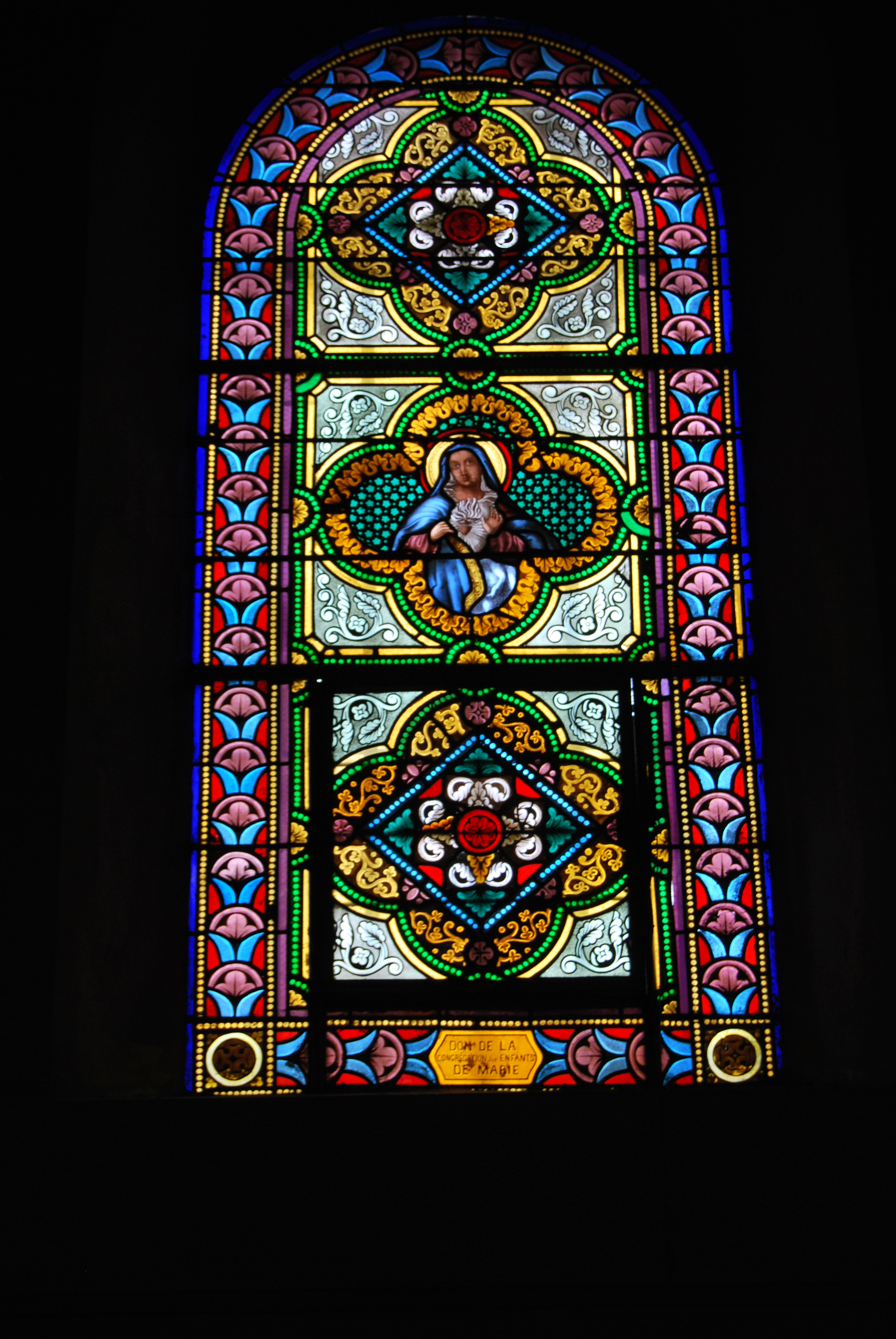
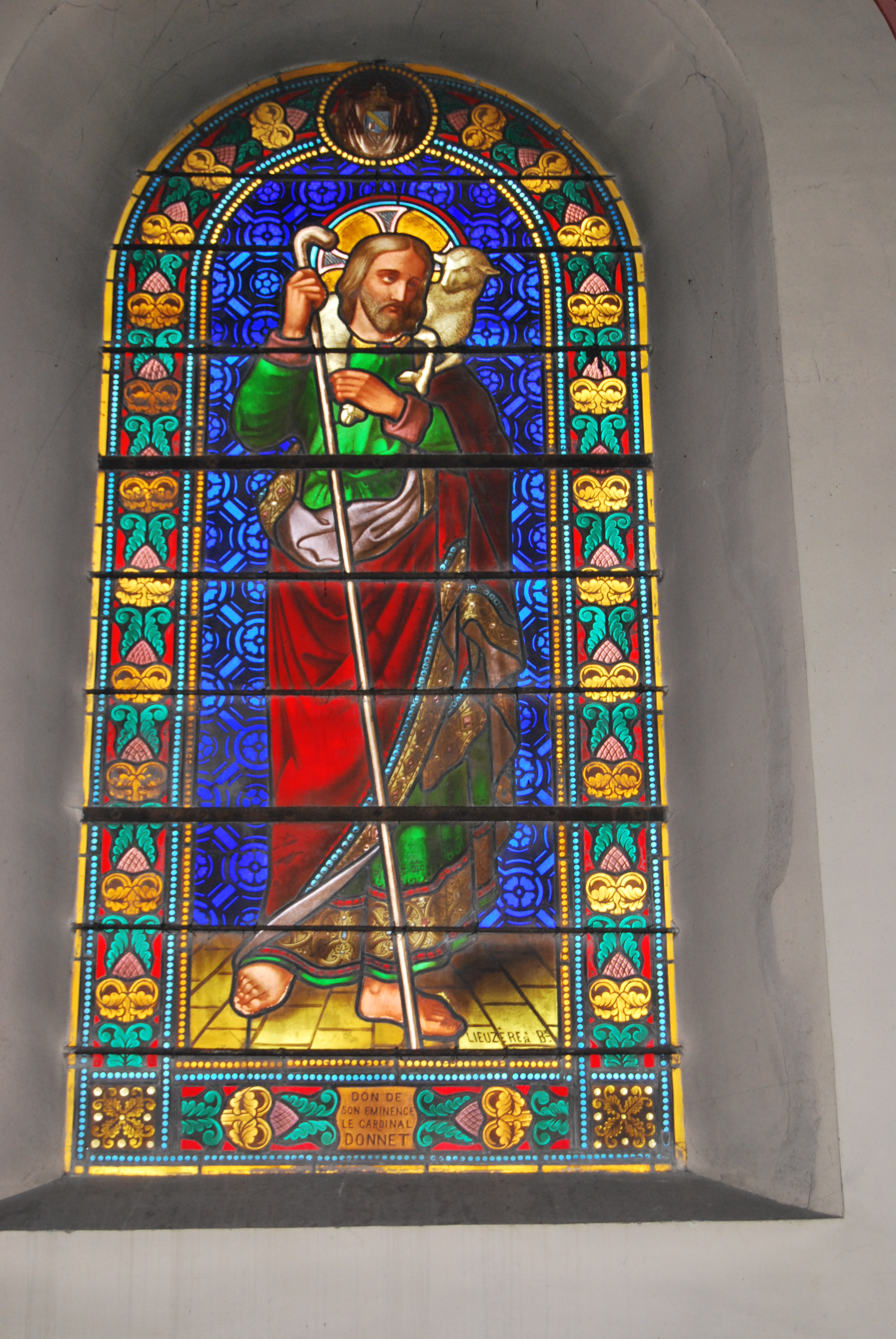
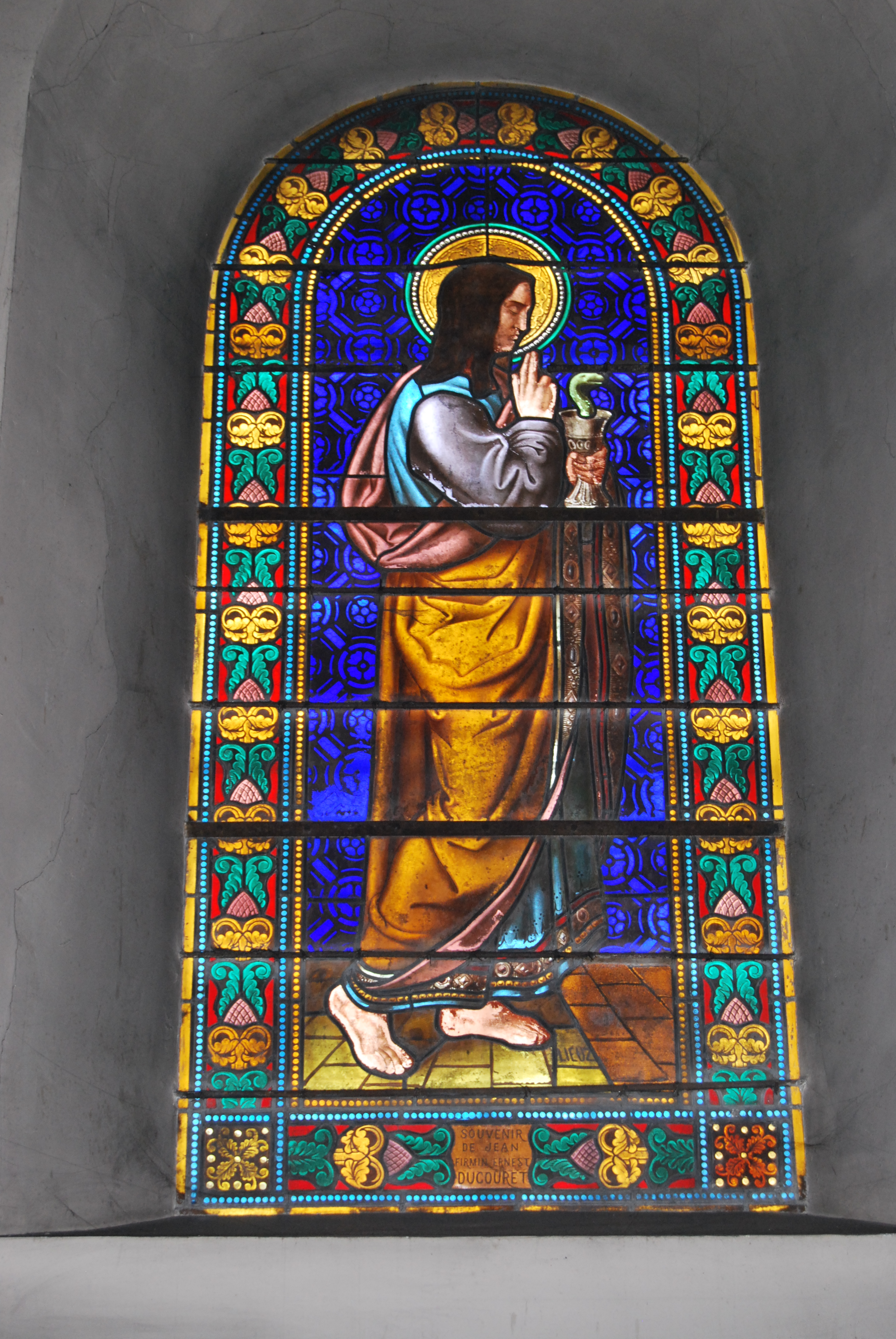
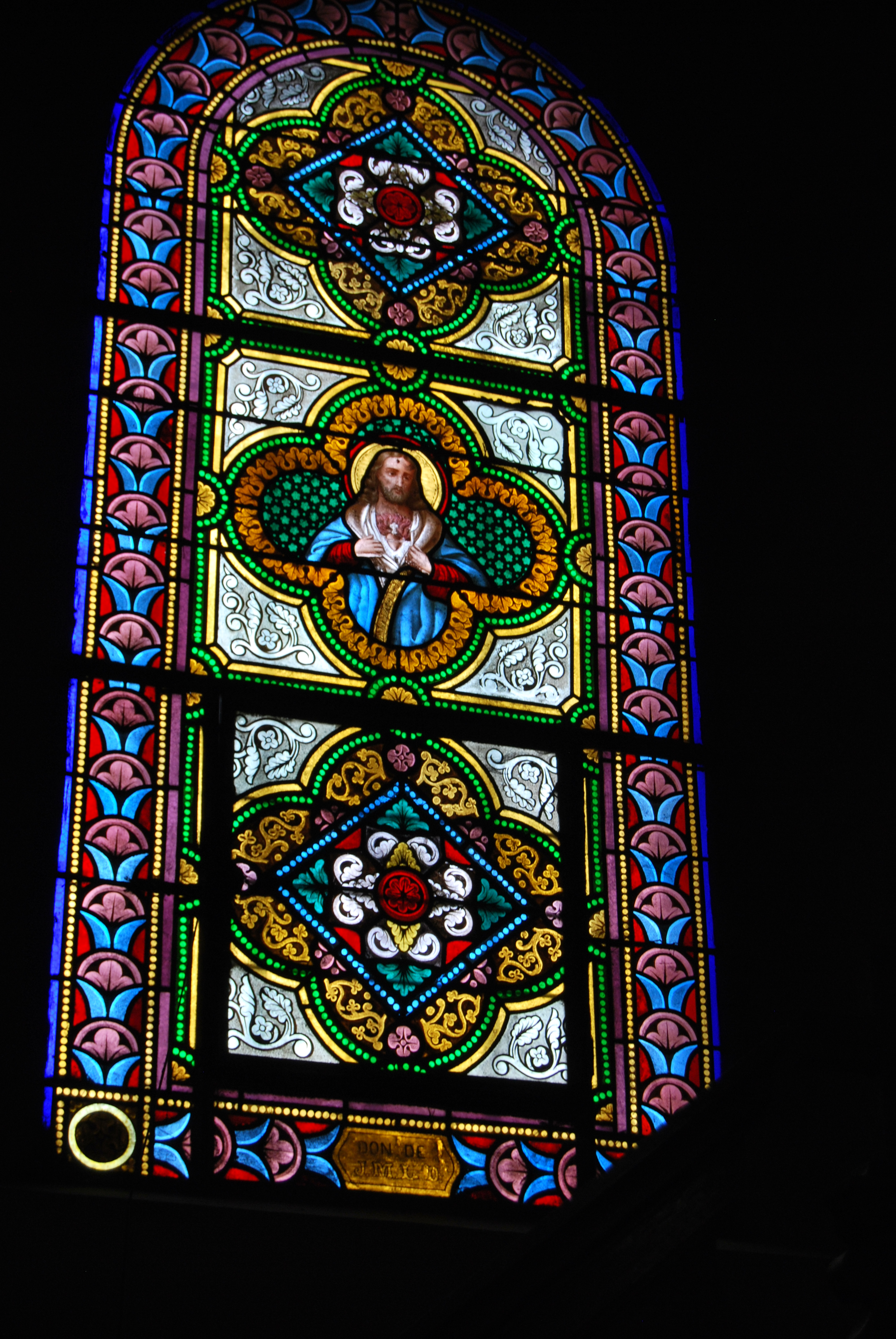
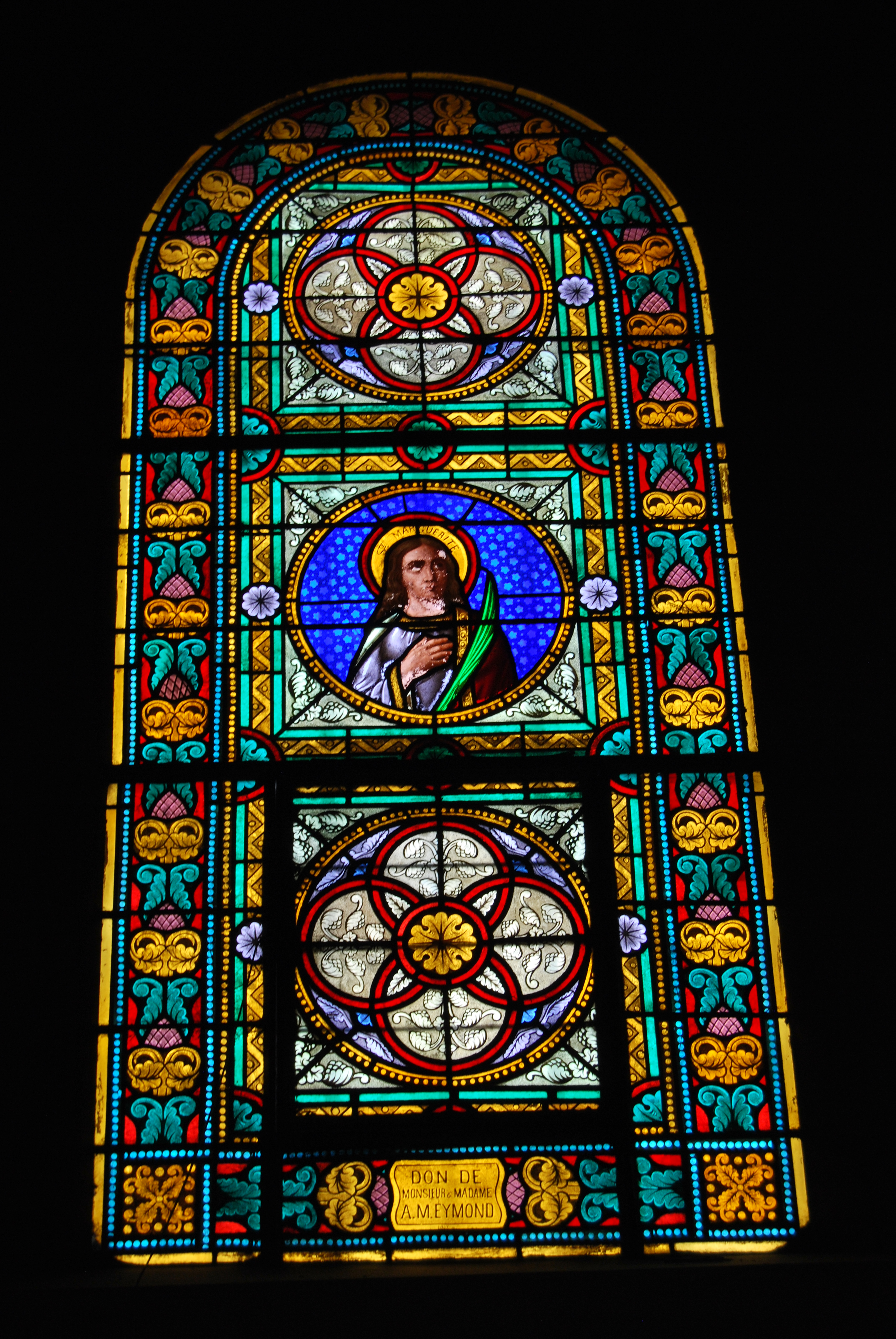

### Le décor intérieur

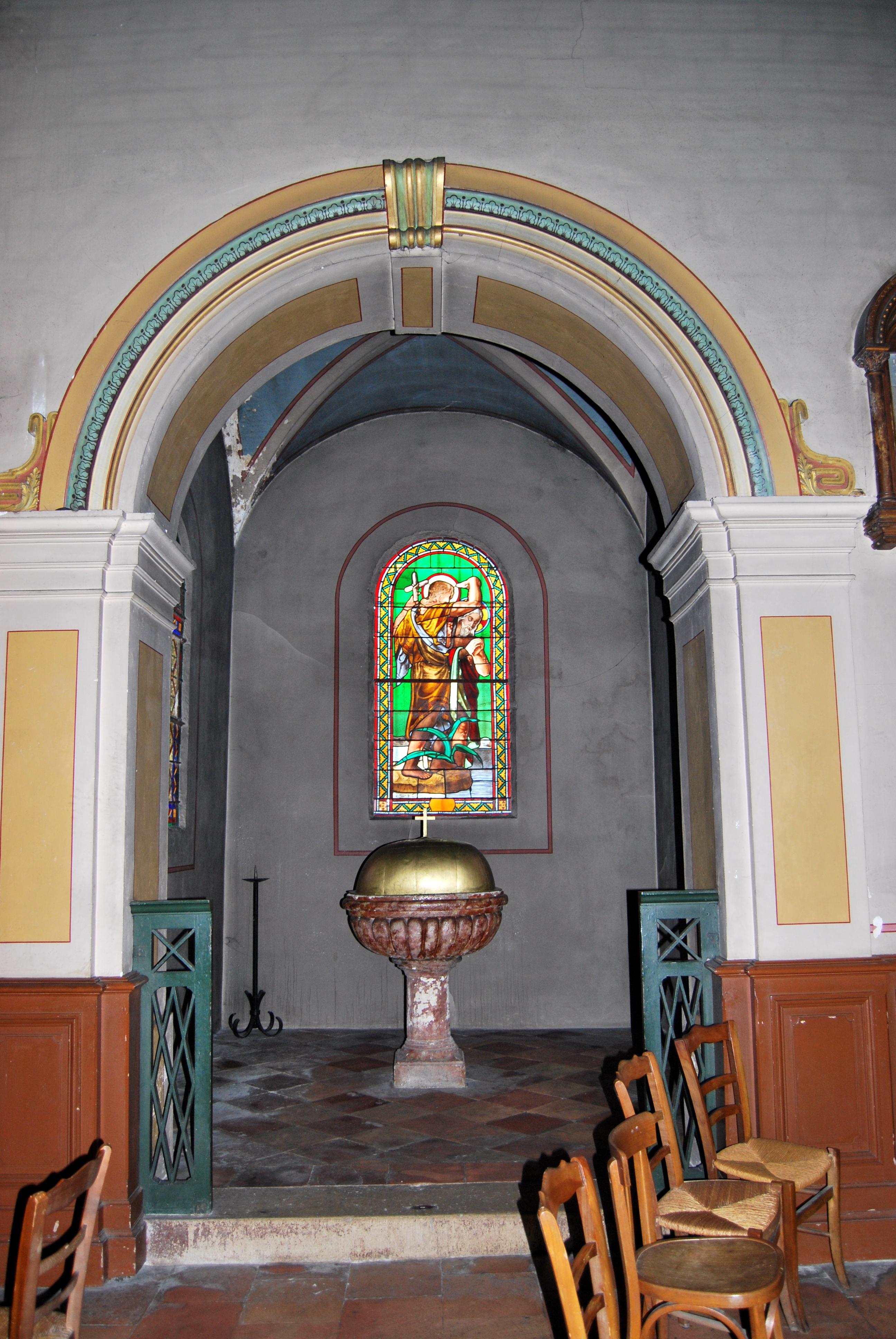
Chapelle nord.
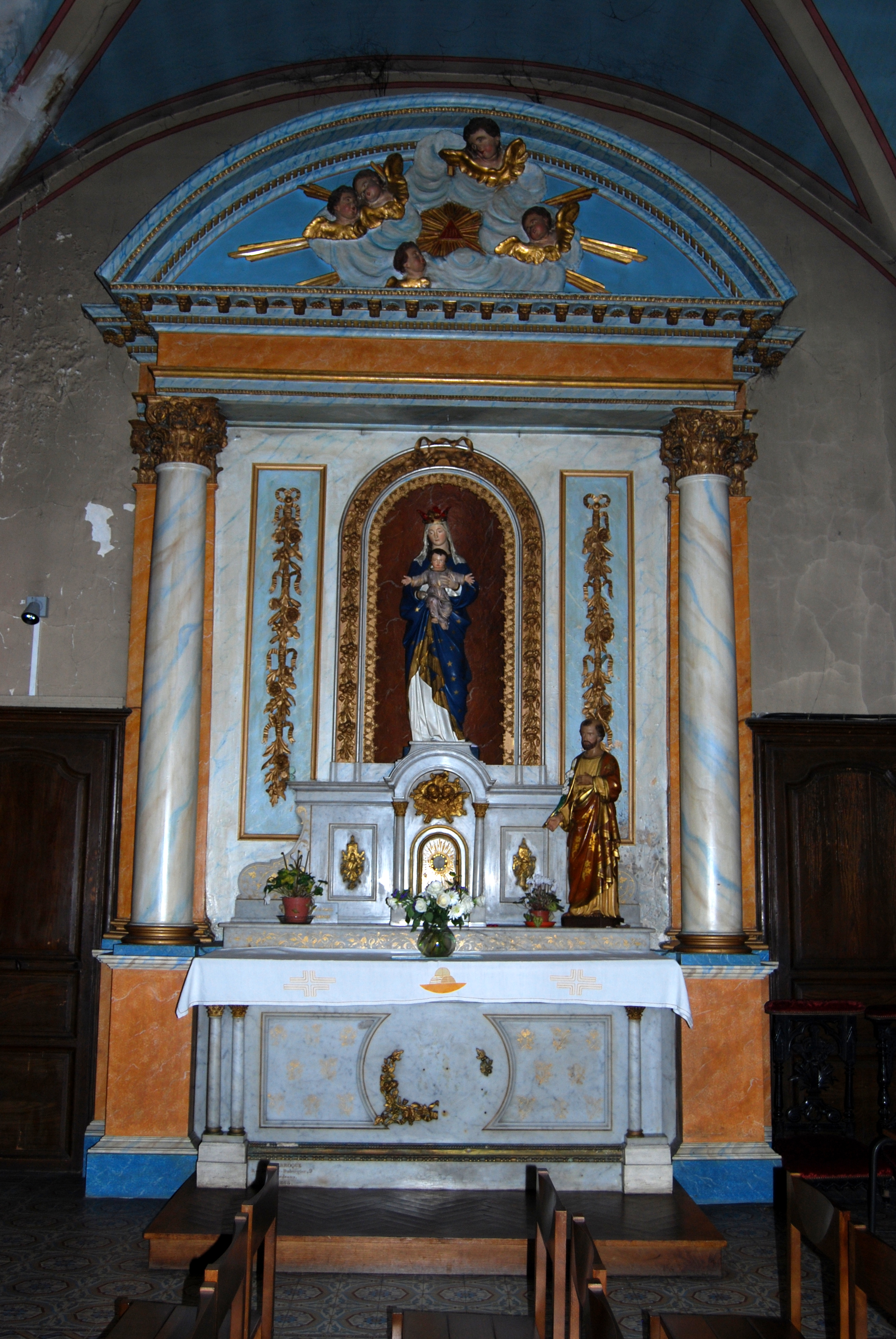
Autel sud.
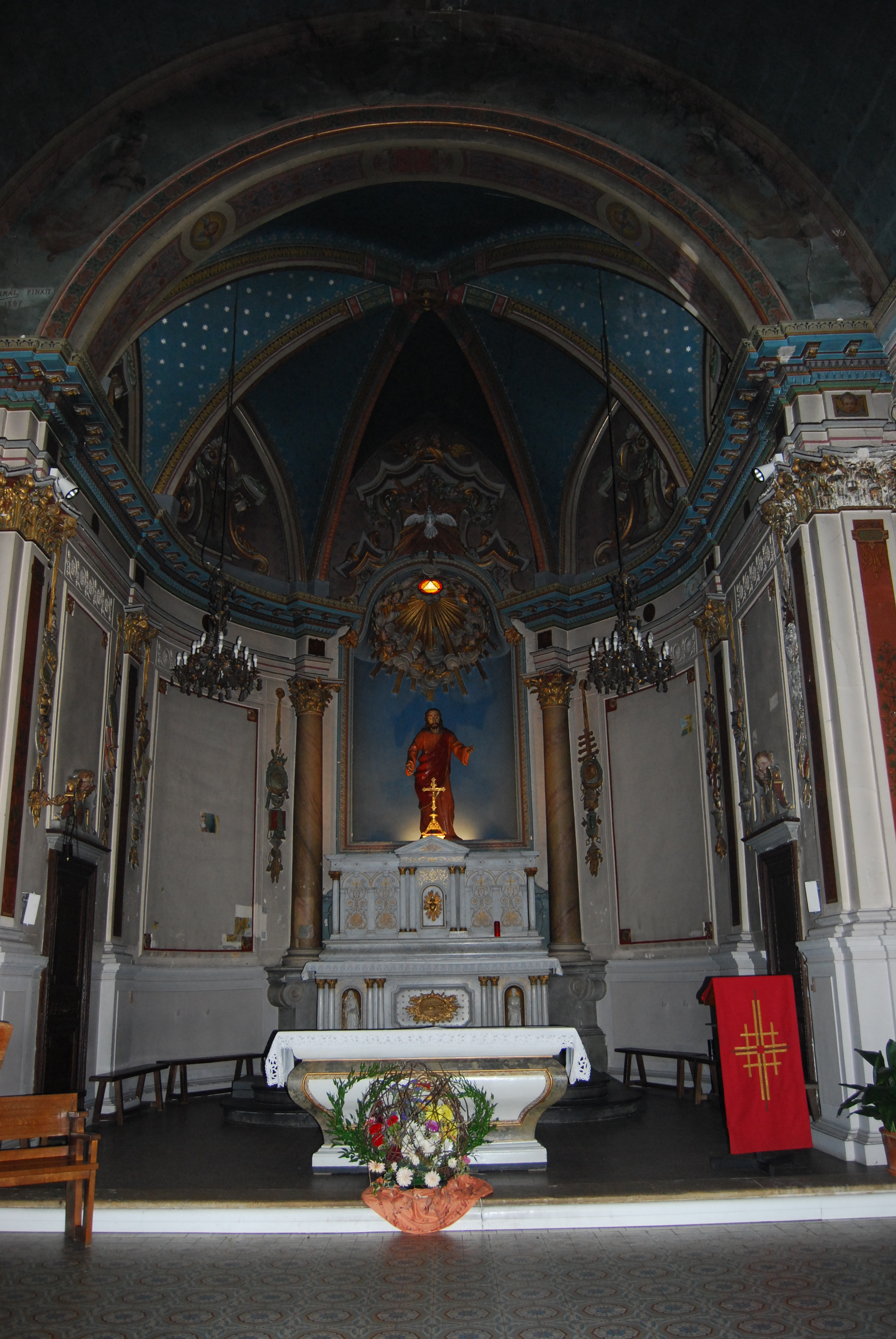
Autel principal.
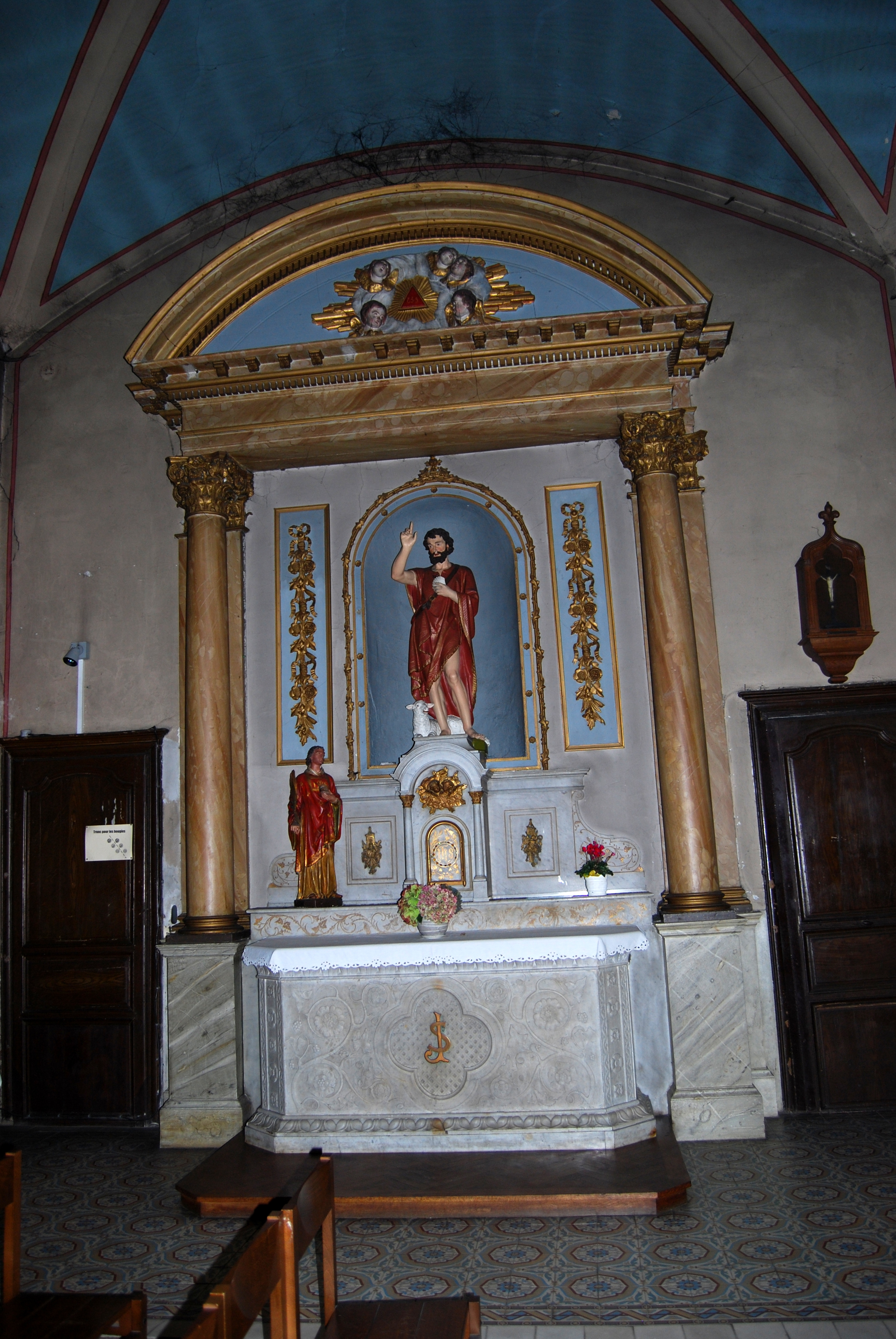
Autel nord.
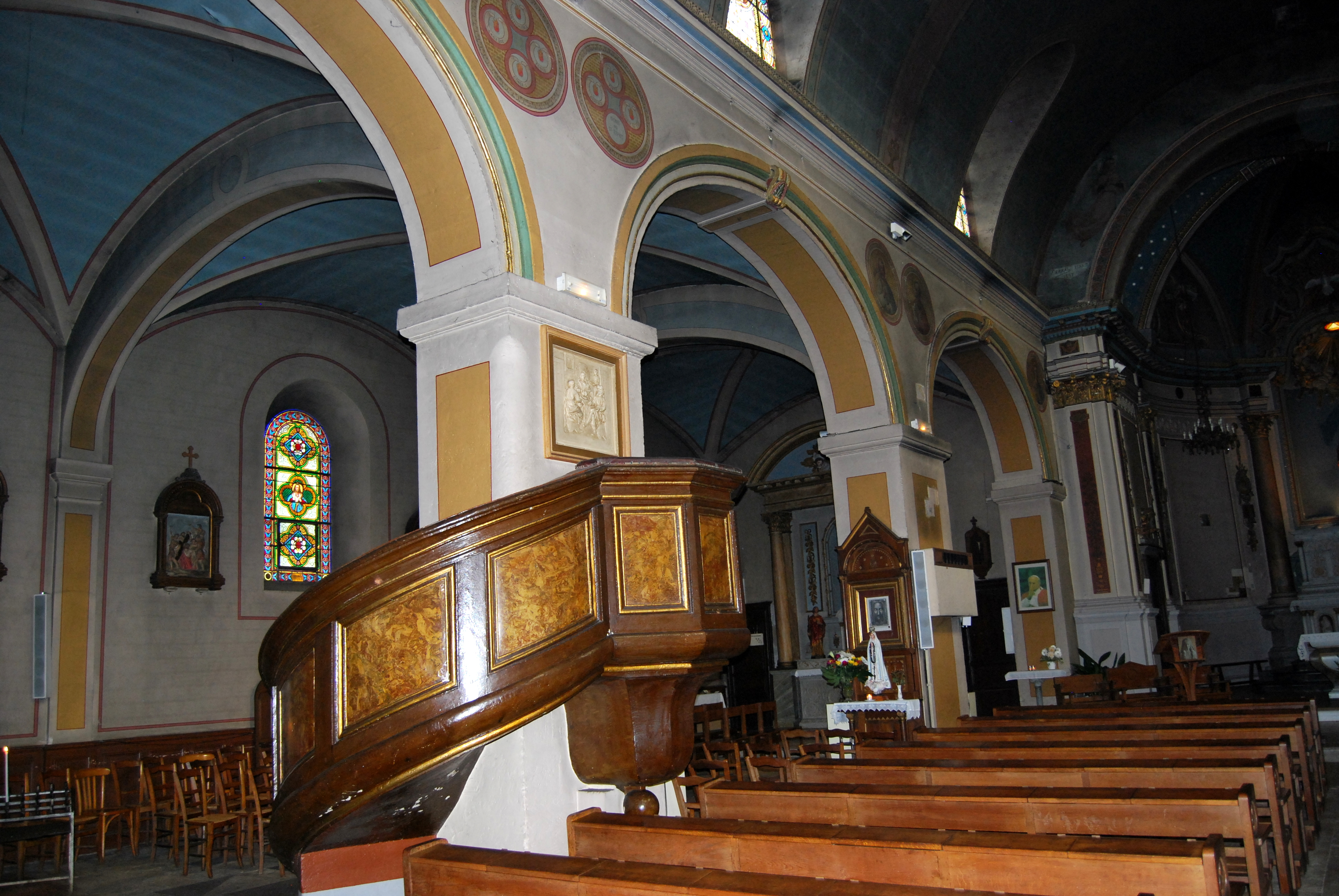
Chaire à prêcher.
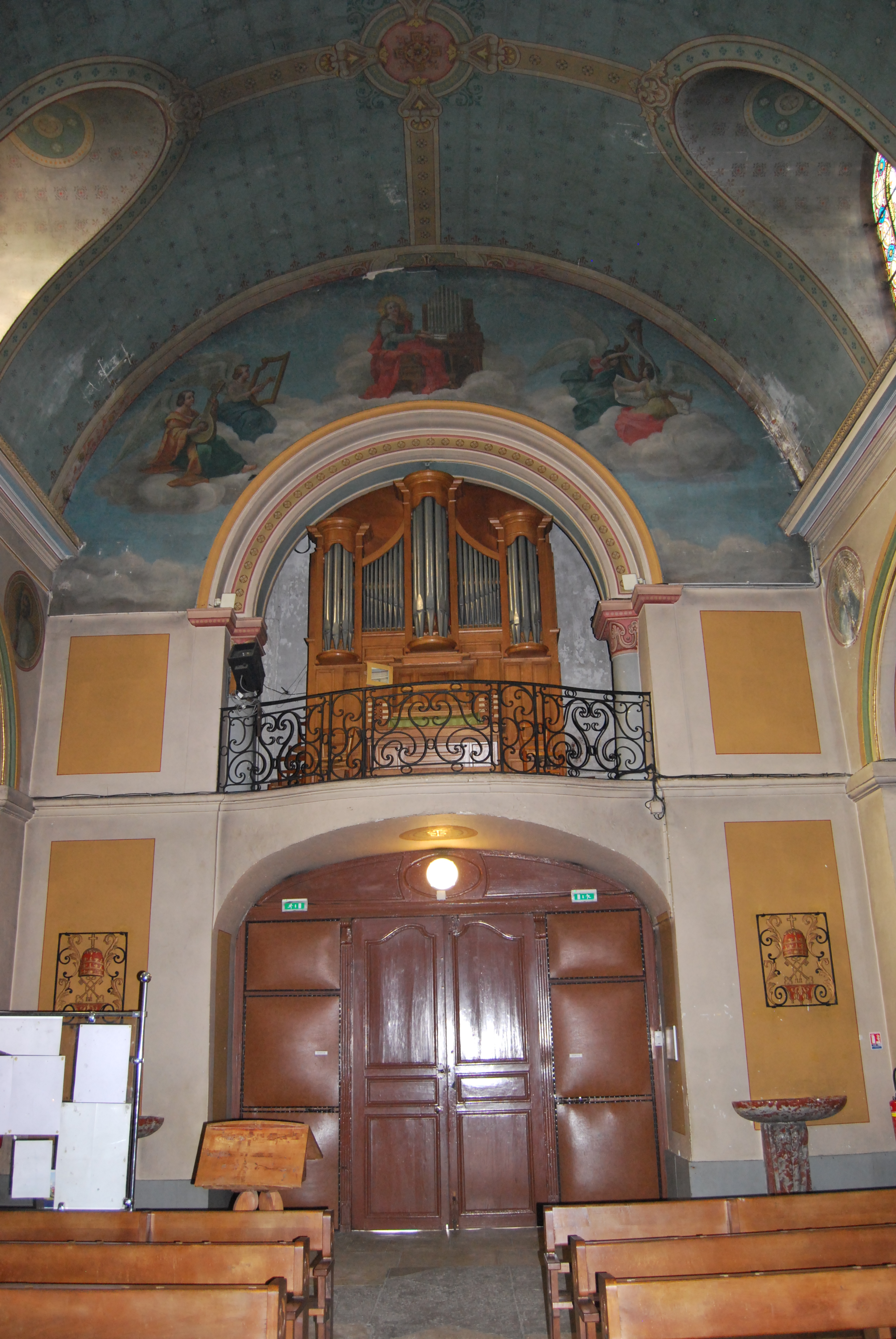
L'orgue.